# Friedrich Wilhelm Eue
Friedrich (Fritz) Wilhelm Eue (* 2. Dezember 1888 in Rathenow; † 1. Juni 1937 in New York) war ein bis 1927 in Berlin tätiger Graveur und Medailleur.

## Leben
Er war als Graveur tätig im Medaillenverlag Robert Ball Nachfolger, Berlin, für Oertel, Berlin und L. Ch. Lauer, Nürnberg. Nach seiner langjährigen Tätigkeit in Berlin, wo er noch 1926 lebte, erfolgte die Auswanderung nach Amerika. Um 1927 lebte er in Südamerika.

## Schaffen

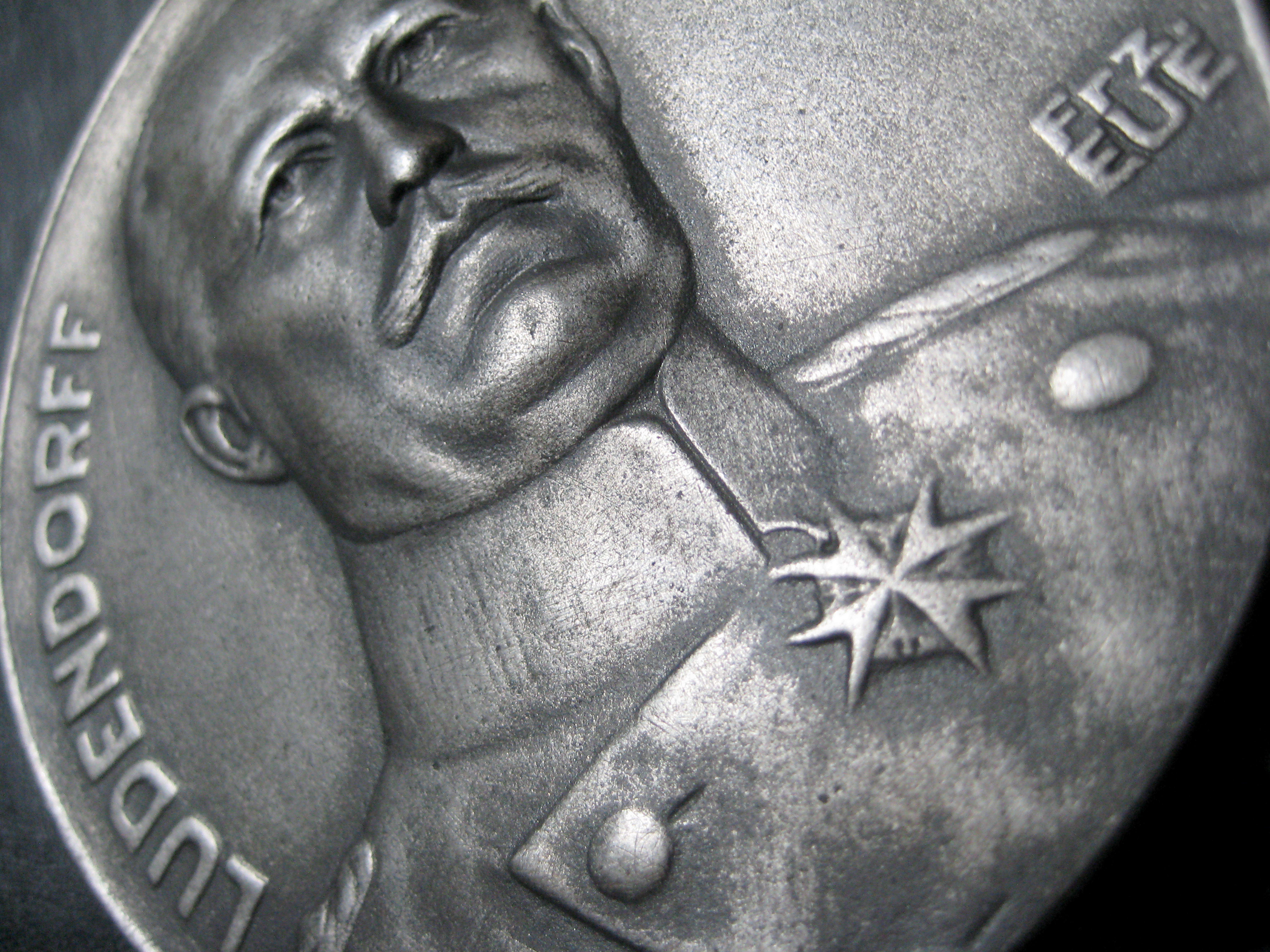
Eue-Medaille Frontseite: General Ludendorff, 1914

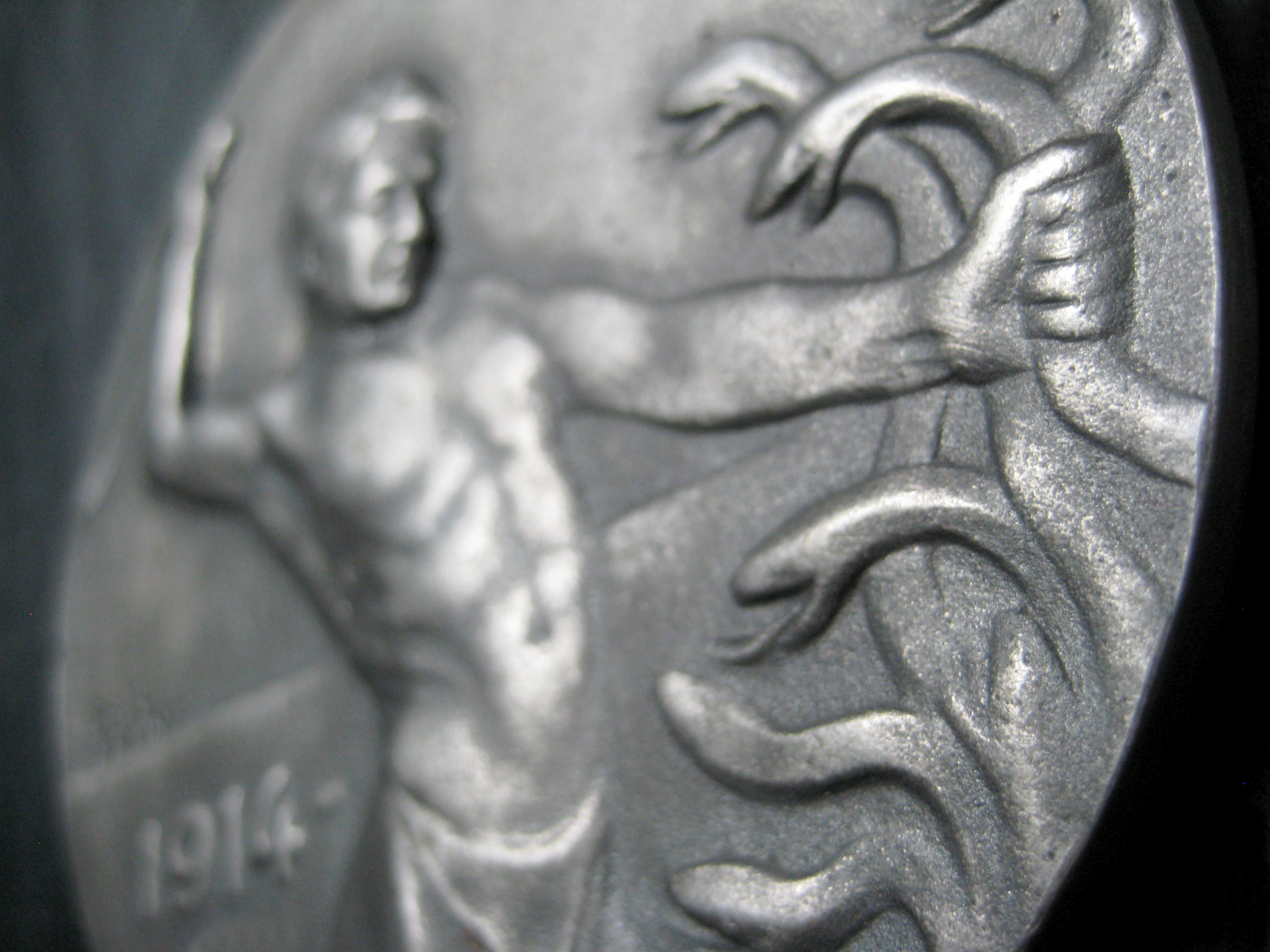
Eue-Medaille Rückseite: Herakles kämpft gegen Hydra von Lerna, 1914

Das Wirken und Werk ist geprägt vom wilhelminischen Zeitgeist und den folgenden Kriegsjahren 1914–1918. Als Medailleur erschuf er in diese Zeitspanne über 30 verschiedene Medaillen oft mit patriotischem Hintergrund. Eue-Medaillen wurden aus Metallen wie Silber, Bronze und Eisenguss gefertigt und in verschiedenen Größen ausgeführt. Medaillen mit angebrachter Trageöse für das Revert wurden erschaffen, denn vor und während des Ersten Weltkrieges zeigte man auf diese Art gerne Patriotismus und Solidarität. Aus heutiger Sicht können viele Medaillen von Eue kritisch gesehen auch als Propagandamedium des Ersten Weltkrieges eingeordnet werden.
Mit der Emigration nach Amerika änderte sich die Themenausrichtung seiner Werke. Militärische Themenfelder wurden fast nicht mehr aufgegriffen. Eues  Werk von 1927–1937 kann in die Kategorien: - „Reliefs und Embleme von Persönlichkeiten“, „Reliefs, Skulpturen und Medaillen von Präsidenten der USA“, „Medaillen von Filmidolen“, „Medaillen für Ausstellungen und Firmen, Städte und Kammern“, „Medaillen von Sternzeichen“, „Tokens – Spielgeld“ und  „Christopher Medaillen“ – unterteilt werden. In dieser Zeit entstanden über 70 heute bekannte und dokumentierte Werke.

## Signaturen und Hersteller
Eue-Medaillen sind vom Kunsthandwerk des Jugendstils beeinflusst. Die Reliefs verschmolzen zu einer harmonischen Einheit mit der Grundfläche. Die Medaillenrückseite lebt fast immer in Harmonie und Symbiose mit der Frontseite. Manchmal nimmt sie wie bei der von Eue geschaffenen Ludendorff-Medaille mythologische Motive auf.
Seine Auftraggeber waren u. a. der  Medaillenverlag und Münzhändler Robert Ball (Nachfolger) sowie sein Prokurist Hugo Grünthal-Oertel in Berlin und die Prägeanstalt Ludwig Christian Lauer in Nürnberg.
Die Signatur „Frz. Eue“  steht für den Spitznamen „Fritz“ der von seinen Vornamen Friedrich hergeleitet wurde. Das Staatliche Museum „Preußischer Kulturbesitz“ zu Berlin, sowie das Imperial War Museum London führt Eue unter dem Vornamen „Fritz“. In der Literatur wird Eue auch manchmal „Franz“ Eue benannt. In Amerika arbeitete Eue als freier Mitarbeiter für verschiedene Firmen wie die Whitehead & Hoag und die Medallic Art – Company.
Bekannte Signaturen sind: Frz.EUE; F. EUE; FR.EUE; Fr EUE. Entstandene Werke in Amerika zeichnete Eue ab 1927 mit den Signaturen: EUE; F.F. EUE; FE; FRZ. Viele seiner amerikanischen Werke blieben auch unsigniert.

## Werke (Auszug) und Ausstellungen
Eue erschuf 1914 eine Medaille auf General Erich Ludendorff, von der sich Exemplare in den Beständen des Münzkabinetts der Staatlichen Museen Berlin (Staatliches Museum Preußischer Kulturbesitz Berlin)  sowie im Imperial War Museum London zu besichtigen ist. In den Beständen des Imperial War Museum befinden sich über 30 Werke von Eue wie auch die des Piloten Max Immelmann.
Im Januar 1917 fand im Burlington House in London eine Werkausstellung des Britischen Roten Kreuzes statt.
Zu seinen beachteten Werken in den USA gehören u. a. die 1929 entstandene Sun Yat-sen Medaille, die Movie Star Medaille von 1937, sowie Skulpturen von Theodore Roosevelt und Franklin D. Roosevelt. Eue Werke sind in den Sammlungen der American Numismatic Society und der Cornelius C. Vermeule III Medals Collection der Princeton University Library vertreten. Eine Ausstellung fand 1991 im Utah Museum of Fine Arts statt.